# Kryterium Asów Polskich Lig Żużlowych im. Mieczysława Połukarda 1995
Kryterium Asów Polskich Lig Żużlowych im. Mieczysława Połukarda 1995 – 14. edycja turnieju żużlowego poświęconego pamięci polskiego żużlowca, Mieczysława Połukarda odbył się 26 marca 1995. Zwyciężył Tomasz Gollob.

## Wyniki
- 26 marca 1995 (niedziela), Stadion Polonii Bydgoszcz
- NCD: Tomasz Gollob – 65,10 w wyścigu 15
- Sędzia: Roman Cheładze

| Msc. | Zawodnik                | Klub         | Pkt |             |  |
| ---- | ----------------------- | ------------ | --- | ----------- |  |
| 1    | (5) Tomasz Gollob       | Bydgoszcz    | 15  | (3,3,3,3,3) |  |
| 2    | (14) Václav Milík       | Czechy       | 12  | (3,2,3,3,1) |  |
| 3    | (12) Jacek Gomólski     | Gniezno      | 11  | (2,3,1,2,3) |  |
| 4    | (1) Jarosław Olszewski  | Gdańsk       | 10  | (2,2,3,0,3) |  |
| 5    | (15) Jacek Gollob       | Bydgoszcz    | 10  | (2,3,2,3,d) |  |
| 6    | (11) Roman Jankowski    | Leszno       | 10  | (3,1,2,2,2) |  |
| 7    | (10) Jacek Krzyżaniak   | Toruń        | 9   | (1,3,2,1,2) |  |
| 8    | (4) Dariusz Śledź       | Wrocław      | 7   | (3,0,3,1,w) |  |
| 9    | (8) Ireneusz Kwieciński | Bydgoszcz    | 7   | (1,2,2,1,1) |  |
| 10   | (13) Andrzej Huszcza    | Zielona Góra | 6   | (1,1,1,3,0) |  |
| 11   | (7) Piotr Świst         | Gorzów Wlkp. | 6   | (2,2,0,1,1) |  |
| 12   | (3) Jan Rzepka          | Piła         | 6   | (1,0,1,2,2) |  |
| 13   | (2) Adam Pawliczek      | Grudziądz    | 4   | (0,1,0,0,3) |  |
| 14   | (6) Marek Kępa          | Lublin       | 4   | (d,0,1,2,1) |  |
| 15   | (9) Andrzej Rzepka      | Bydgoszcz    | 2   | (0,0,0,0,2) |  |
| 16   | (16) Jacek Rempała      | Tarnów       | 1   | (t,1,0,0,0) |  |
|      | rez. Tomasz Poprawski   | Bydgoszcz    |     | (0)         |  |
|      | rez. Wojciech Malak     | Bydgoszcz    |     | (ns)        |  |

Bieg po biegu
1. [65,66] Śledź, Olszewski, J.Rzepka, Pawliczek
2. [65,32] T. Gollob, Świst, Kwieciński, Kępa
3. [65,69] Jankowski, Gomólski, Krzyżaniak, A.Rzepka
4. [64,91] Milík, J. Gollob, Huszcza, Poprawski Poprawski za Rempałę
5. [64,71] T. Gollob, Olszewski, Huszcza, A.Rzepka
6. [65,23] Krzyżaniak, Milík, Pawliczek, Kępa
7. [66,37] J. Gollob, Świst, Jankowski, J.Rzepka
8. [65,72] Gomólski, Kwieciński, Rempała, Śledź
9. [65,47] Olszewski, Jankowski, Kępa, Rempała
10. [64,84] T. Gollob, J. Gollob, Gomólski, Pawliczek
11. [64,28] Milík, Kwieciński, J.Rzepka, A.Rzepka
12. [64,87] Śledź, Krzyżaniak, Huszcza, Świst
13. [66,32] Milík, Gomólski, Świst, Olszewski
14. [66,72] Huszcza, Jankowski, Kwieciński, Pawliczek
15. [65,10] T. Gollob, J.Rzepka, Krzyżaniak, Rempała
16. [66,09] J. Gollob, Kępa, Śledź, A.Rzepka
17. [65,53] Olszewski, Krzyżaniak, Kwieciński, J. Gollob
18. [66,87] Pawliczek, Rzepka, Świst, Rempała
19. [66,35] Gomólski, J.Rzepka, Kępa, Huszcza
20. [65,84] T. Gollob, Jankowski, Milík, Śledź

Po zawodach rozegrano biegi:
- O Puchar Przeglądu Sportowego
  - [65,47] T. Gollob, Gomólski, Olszewski, Milik
- O Puchar Mieczysława Wachowskiego
  - [65,81] T. Gollob, Olszewski, Gomólski, Milik